# Amtamin
Amtamin je histaminski agonist koji je selektivan za H2 receptor. On je korišten u in vitro i in vivo ispitivanjima gastričke sekrecije, kao i drugih funkcija H2 receptora.